# 原寶公學校本館
原寶公學校本館位於臺灣臺南市北區，於2003年5月13日公告為市定古蹟。該學校名稱由來是因為所在地的行政區劃是寶町:18。寶公學校在臺灣日治時期時是臺南市最具規模與現代化的公學校，即現在的臺南市北區立人國民小學。

## 沿革

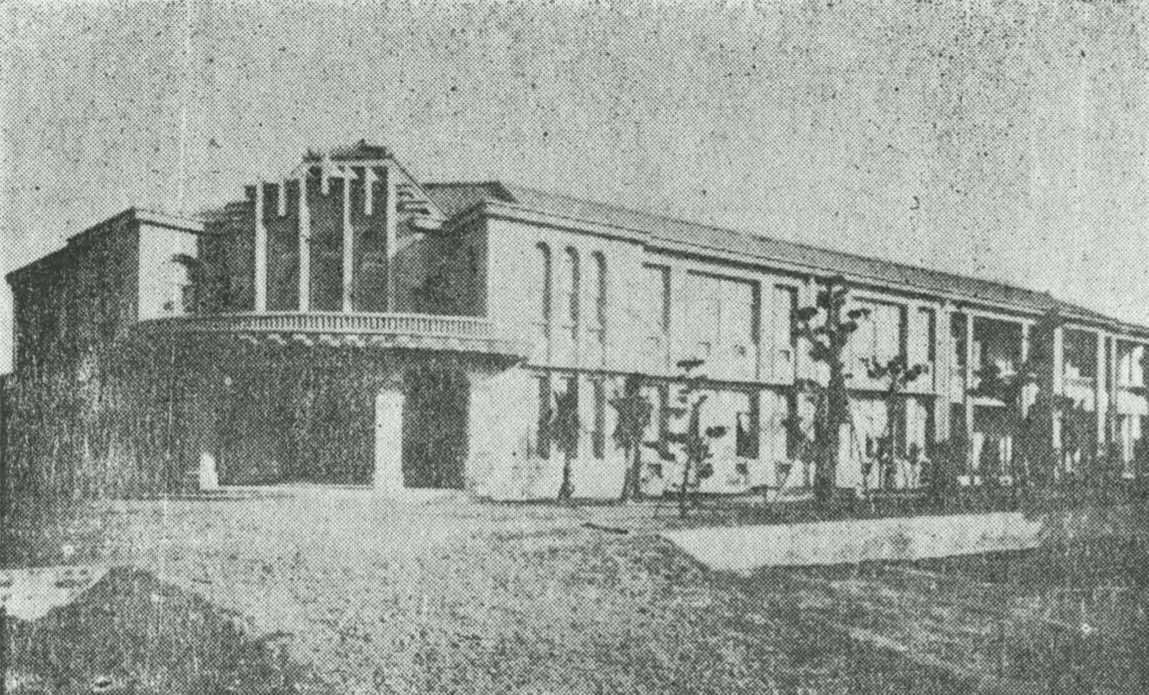
寶公學校

原寶公學校本館（今 立人國小忠孝樓）是昭和十年（1935年）新建的校舍，落成於昭和十三年（1938年）:16。二次大戰期間學校也遭到戰火波及，校舍嚴重毀損，僅本館保存較為完整:17。
民國82年（1993年）11月13日下午，二樓玄關處的天花板夾層突然失火:17。這場火災造成二樓18間教室燒毀，該校史料、照片、圖書、音樂教室等設備嚴重毀損:17。

## 建築特色

原寶公學校本館

寶公學校本館的平面空間呈現L形，轉角切斜而成中央主體，入口與主樓梯均在此，至於兩端則是行政空間與教室。整體外觀上相當機能化，而主體部分有層層相疊的線腳與紋飾，位於此處的入口門廊為圓弧形，有兩根獨立方柱及兩根壁柱支撐著。兩翼部分為雙走廊制，而外側的走廊有類似托斯坎柱式（Tuscan order）的柱子支撐，此外在校舍的左右兩邊還有兩個橢圓形的小噴水池。

## 外部連結
- 臺南市政府觀光旅遊局——立人國小忠孝樓(原寶公學校本館) （页面存档备份，存于）